# Alan Brown
Alan Everest Brown (Malton, Yorkshire, Engleska, 20. studenog 1919. – Guildford, Surrey, Engleska, 8. kolovoza 2004.) je bio britanski vozač automobilističkih utrka.
U Formuli 1 je nastupao od 1952. do 1954., a u svom prvom nastupu na VN Švicarske je osvojio svoje prve i jedine bodove. Osvojio je tri postolja na utrkama Formule 1 koje nisu bile bodovane za prvenstvo, Lavant Cup i Madgwick Cup 1952. i Snetterton Trophy 1953. Zajedno s Ericom Brandonom je osnovao momčad Ecurie Richmond.

## Rezultati

### Formula 1
| Sezona | Konstruktor    | Plasman | Bodovi |
| ------ | -------------- | ------- | ------ |
| 1952.  | Cooper-Bristol | 16.     | 2      |
| 1953.  | Cooper-Bristol | –       | 0      |
| 1954.  | Cooper-Bristol | –       | 0      |

## Vanjske poveznice
- Alan Brown - Stats F1